# Omid Ebráhimi
Omid Ebráhimi (Zarandin, Neka megye, 1987. szeptember 16. –) iráni labdarúgó, a katari Al-Shamal középpályása.

## Pályafutása

### A válogatottban
2012. december 9-én mutatkozott be az iráni válogatottban a Szaúd-Arábia elleni mérkőzésen. 2014. december 30-án Carlos Queiroz behívta Irán 2015-ös Ázsia-kupán szereplő csapatba. 2018 májusában bekerült a válogatott előzetes keretébe a 2018-as labdarúgó-világbajnokságra.

## Statisztika

### A válogatottban
Frissítve 2024. február 7-én.
| Irán     | Irán  | Irán  |
| Év       | Mérk. | Gólok |
| -------- | ----- | ----- |
| 2012     | 3     | 0     |
| 2013     | 2     | 0     |
| 2014     | 1     | 0     |
| 2015     | 10    | 0     |
| 2016     | 4     | 0     |
| 2017     | 5     | 0     |
| 2018     | 14    | 0     |
| 2019     | 12    | 0     |
| 2021     | 1     | 0     |
| 2022     | 3     | 0     |
| 2023     | 1     | 0     |
| 2024     | 8     | 1     |
| Összesen | 64    | 1     |